# Puucheuvels

De regio Puuc

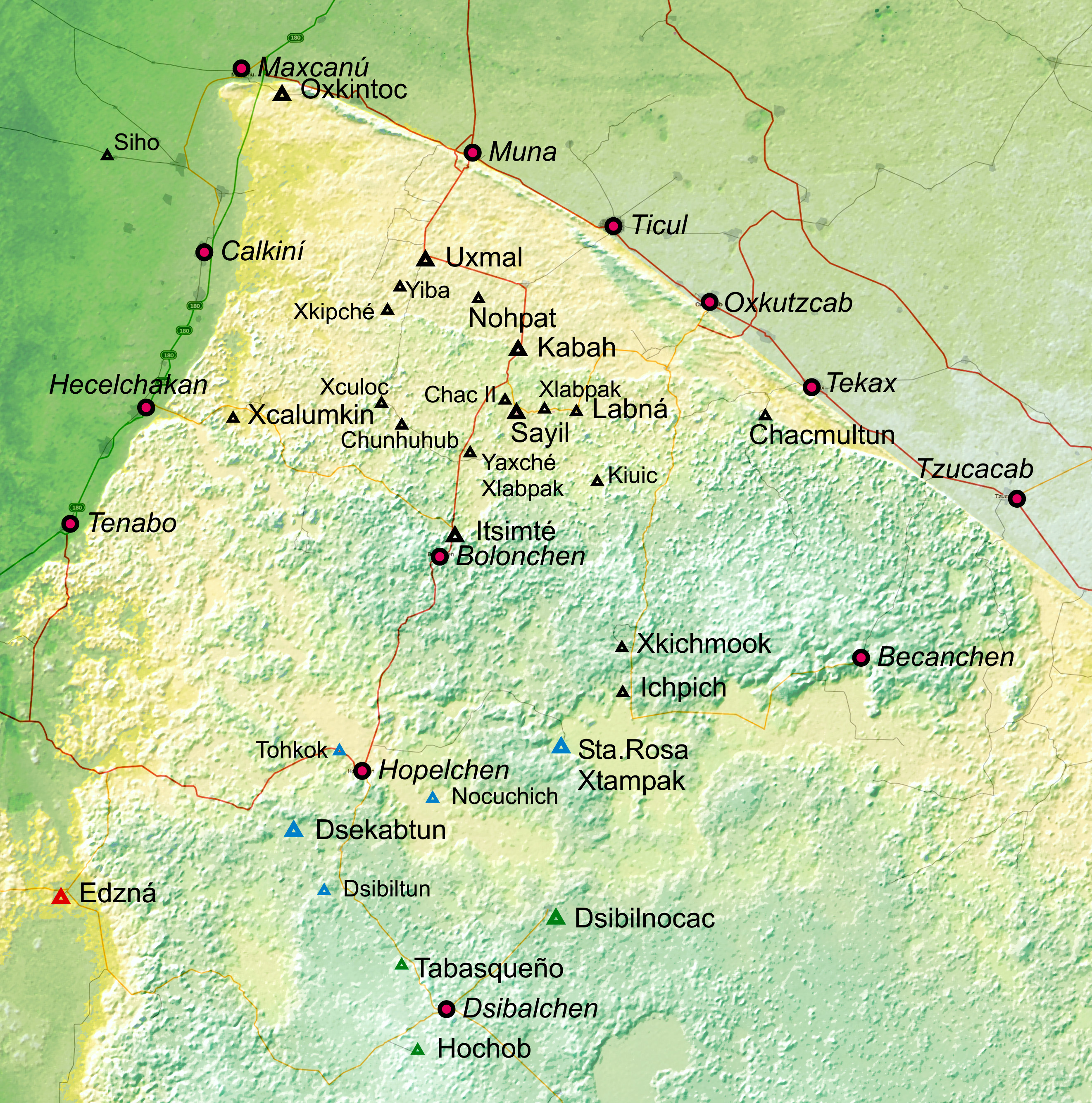
Puucsites

De Puucheuvels zijn een heuvelrug in de Mexicaanse deelstaat Yucatán. De heuvels bereiken een hoogte van zo'n 125 meter, en steken daarmee ongeveer 100 meter boven het omringende land uit.
De Puucheuvels lopen van het noordwesten naar het zuidoosten tussen Maxanu en Tizukab, parallel aan de Mexicaanse snelweg 184. In dit gebied bevinden zich talrijke Mayavindplaatsen, waaronder Edzná, Kabah, Labná, Kiuic en Uxmal. Deze sites hebben een gezamenlijke architectonische stijl, die Puuc wordt genoemd.